# Alicja Borowska
Alicja Borowska (ur. 18 maja 1940 w Warszawie, zm. 24 maja 2013 tamże) – polska uczona, biolożka, specjalistka w zakresie mykologii i mikrobiologii. Związana z Uniwersytetem Warszawskim jako nauczycielka akademicka i naukowczyni, laureatka Medalu im. Władysława Szafera.

## Życiorys
Urodziła się 18 maja 1940 w Warszawie. W 1964 ukończyła studia botaniczne na Uniwersytecie Warszawskim na Wydziale Biologii i Nauk o Ziemi. Następnie rozpoczęła pracę w Zakładzie Systematyki i Geografii Roślin UW. W 1974 obroniła pracę doktorską poświęconą epiksylicznym grzybom strzępkowym. Od 1978 pełniła obowiązki zastępczyni dyrektora Instytutu Botaniki UW. W 1990 otrzymała stopień doktor habilitowanej nauk farmaceutycznych w zakresie farmacji, specjalność mikrobiologia, na podstawie prac poświęconych grzybom niedoskonałym zaliczanym do grupy Dematiaceae. Od 1991 była dyrektorką Instytutu Botaniki i kierowniczką Zakładu Systematyki i Geografii Roślin na Uniwersytecie Warszawskim. Wśród wypromowanych przez nią doktorów znalazła się Marta Wrzosek.
Zmarła 24 maja 2013 roku w Warszawie, gdzie została pochowana 31 maja na cmentarzu w Rembertowie.

## Działalność naukowa
Należała do grona wychowanków profesor Aliny Skirgiełło, którą jeszcze jako doktorantka wspierała w działaniach organizacyjnych. Była autorką około 40 publikacji naukowych o tematyce mykologicznej. Opracowała w ramach serii „Flora Polska – Grzyby” tom 16 poświęcony fialidowym, konidialnym grzybom zasiedlającym drewno (1986). Poszerzyła zbiory Zielnika Uniwersytetu Warszawskiego o materiały z mikroskopijnymi grzybami nadrzewnymi, zebranymi głównie z terenów Puszczy Kampinoskiej, Białowieskiej i Pojezierza Ełckiego. Propagatorka wiedzy o grzybach.
Opisane przez nią taksony organizmów oznaczane są jej nazwiskiem Borowska, np.: 
- Capnophialophora pinophila (Nees) Borowska, Acta Mycologica, Warszawa 7(1): 100 (1971), nazwa uznana później za nieprawidłową (nom. inval.)[9],
- Taeniolella dichotoma Borowska, Acta Mycologica, Warszawa 11(1): 63 (1975), znaleziony na korze i drewnie dębu szypułkowego Quercus robur[10],
- Helicocephalum tenellum Borowska, Acta Mycologica, Warszawa 32(2): 129 (1997), występujący w ściółce lasów lipowych Tilia i grabowych Carpinus[11].

Była członkinią Polskiego Towarzystwa Botanicznego. Należała do pierwszych laureatów, którym w 1989 roku PTB przyznało Medal im. Władysława Szafera za wybitne osiągnięcia naukowe w dziedzinie botaniki.

## Wybrane publikacje
- Alicja Borowska, Grzyby ściółkowe rezerwatu Dębina, „Acta Mycologica”, 2 (1), 1966, s. 79–105.
- Alicja Borowska, Materiały do znajomości grzybów Pojezierza Suwalsko-Augustowskiego, „Acta Mycologica”, 3 (1), 1967, s. 191–199.
- Alicja Borowska, Kilka interesujących grzybów z rzędu Helotiales, „Acta Mycologica”, 5 (1), 1969, s. 111–115.
- Alicja Borowska, J. Golonkowa, W. Kotulowa, Nowy gatunek Metarrhizium, „Acta Mycologica”, 6 (2), 1970, s. 329–335.
- Alicja Borowska, Capnophialophora pinophila (Nees) comb.nov., „Acta Mycologica”, 7 (1), 1971, s. 99–103.
- Alicja Borowska, Zofia Demianowicz, Grzyby na spadzi jodłowej - Fungi on fir honey-dew, „Acta Mycologica”, 8 (2), 1972, s. 129–131, DOI: 10.5586/am.1972.012.
- Alicja Borowska, New species of Bactrodesmium, Corynespora, Septonema and Taeniolella, „Acta Mycologica”, 11 (1), 1975, s. 59–65, DOI: 10.5586/am.1975.005.
- Alicja Borowska, Nowe Hyphomycetes - Garnaudia elegans gen. et sp.nov. i Endophragmiella tenera sp.nov., „Acta Mycologica”, 13 (1), 1977, s. 169–174, DOI: 10.5586/am.1977.013.
- Alicja Borowska, Wood-inhabiting dematiaceous Hyphomycetes in the Kampinos National Park, „Acta Mycologica”, 18 (2), 1982, s. 297–326, DOI: 10.5586/am.1982.024.
- Alicja Borowska, Grzyby niedoskonałe (Deuteromycetes), strzępczakowe (Hyphomycetales), ciemnobarwnikowe fialidowe (Dematiaceae phialoconidae), J. Kochman, A. Skirgiełło (red.), Warszawa-Kraków: Państwowe Wydawnictwo Naukowe, 1986 (Flora Polska. Rośliny Zarodnikowe Polski i Ziem Ościennych, Grzyby (Mycota) t. 16). Brak numerów stron w książce
- Alicja Borowska, Helicosporous Hyphomycetes from Poland, „Acta Mycologica”, 25 (1), 1989, s. 141–155.
- Alicja Borowska, A new species of Helicocephalum from Poland, „Acta Mycologica”, 32 (2), 1997, s. 129–131, DOI: 10.5586/am.1997.012.